# Авдотьїно (Волоколамський район)
Авдотьїно — село в Волоколамському районі Московської області Росії. Відноситься до Кашинського сільського поселення. За даними на 2005 рік в селі проживало 4 людини.

## Розташування
Село Авдотьіно розташоване приблизно за 5 км на північний схід від Волоколамська. У села Авдотьіно бере початок річка Чорна.

## Населення
| 1852 | 1859 | 1926 | 2002 | 2006 | 2010 |
| ---- | ---- | ---- | ---- | ---- | ---- |
| 231  | ↗247 | ↗302 | ↘1   | ↗4   | ↗9   |